# 眞神博
眞神 博（まがみ ひろし、1943年 - ）は、日本のノンフィクション作家。

## 来歴
北海道紋別市生まれ。上智大学文学部新聞学科中退。フリーライター、編集者をへて、1977年『文藝春秋』記者、1985年フリーとなる。
1989年「衝突現場 15分間の新事実」で文藝春秋読者賞受賞。

## 著書
- 『大地震がやってくる日』グラフ社 1986年
- 『ポニーと子どものハーモニー』日本YMCA同盟出版部 1987年
- 『「虚報」の構造 新聞はなぜミスリードするのか?』文芸春秋 1989年
- 『空白の事故死 二ケ月半後突然死の真相を追う』講談社 1993年
- 『余はもう辞めたあとはよきにはからえ 日本をダメにした十人目の政治家バカ殿細川護煕の大罪』ポケットブック社 1994年
- 『ヘーシンクを育てた男 Michigami Haku（道上伯）』文藝春秋 2002年

## 参考
- 『ポニーと子どものハーモニー』著者紹介